# Führungsrohr

Auswirkungen mit (unten) und ohne (oben) eingesetztem Führungsrohr

Als Führungsrohr (auch (Spindel-)Reduzierrohr oder Spindeleinsatzrohr genannt) werden in der spanenden Fertigung Führungselemente an Drehmaschinen bezeichnet. Sie dienen dazu, in die Hauptspindel hineinragendes Stangenmaterial zu zentrieren, wie es bei langen Werkstücken, die nur über eine geringe Länge bearbeitet werden müssen, der Fall ist. Weiterhin kommen sie für Maschinen mit automatischer Stangenversorgung durch die Spindel zum Einsatz. Die dem Material anhaftende Unwucht verursacht Schwingungen, die zu Lasten des Werkzeugs und der Spindellagerung gehen. Ergebnisse sind ein optimierter Fertigungsprozess, höhere mögliche Drehzahlen und bessere Oberflächengüten am Werkstück (Drehteil).